# Josep Renau
Josep Renau Berenguer, né à Valence le 17 mai 1907 et mort à Berlin-Est le 11 octobre 1982, est un artiste graphique, écrivain et homme politique communiste républicain espagnol.
Il est connu pour ses affiches de propagande réalisées durant la Seconde République espagnole et la guerre d'Espagne, ainsi que pour ses peintures murales au Mexique et en Allemagne de l'Est réalisées durant son exil.

## Biographie
Josep Renau Berenguer étudie les beaux-arts dans sa ville natale entre 1919 et 1925, s'y liant d'amitié avec Juan Navarro Ramón. À partir de 1931, il milite au Parti communiste espagnol.
En 1935, il fonde à Valence la revue Nueva Cultura, à laquelle collabore notamment Manuel Altolaguirre, Max Aub, José Bergamín, Luis Cernuda, Ramón Gómez de la Serna, Tomás Navarro Tomás, Margarita Nelken, María Zambrano, Emili Gómez Nadal, ainsi que les peintres Pablo Picasso et Ramón Puyol Román.
Directeur général des beaux-arts de la République pendant la guerre civile, il charge Pablo Picasso de la réalisation de Guernica en 1937 pour l'Exposition internationale « Arts et Techniques dans la Vie moderne » de Paris. Il décide le transfert aux tours de Serrans de Valence d'une partie des œuvres du musée du Prado, afin de les mettre à l'abri des bombardements, puis organise ultérieurement leur transport jusqu'en Suisse. Ce travail sera poursuivi par Francesc d'Assís Galí qui lui succède à ce poste.
À la fin de la guerre, à l'arrivée au pouvoir des nationalistes, il doit se réfugier en France lors de la Retirada. Il est interné dans le camp de concentration d'Argelès-sur-Mer. Il rejoint ensuite Toulouse puis le port de Saint-Nazaire.
Il obtient en mai 1939 un visa pour le Mexique où il s'installe, collaborant dans des revues espagnoles de l'exil avec David Alfaro Siqueiros. Dans ce pays où il perfectionne son art, il devient l'une des figures du muralisme mexicain.
En 1958, il quitte le Mexique et s'installe à Berlin-Est, en République démocratique allemande (RDA). Il y réalise notamment des peintures murales, des mosaïques monumentales et des photomontages.
Ainsi, en 1968, il réalise trois grandes oeuvres monumentales à Halle, dans le quartier de Halle-Neustadt.
Bénéficiaire de l'amnistie générale de 1976 à la mort du dictateur Franco, il rentre occasionnellement en Espagne. Il meurt à Berlin-Est en 1982.

## Œuvres

### Publications
- Función Social del Cartel, Fernando Torres- Editor, 1976  (ISBN 84-7366-066-8)
- The American Way of Life, Editorial Gustavo Gili, 1977  (ISBN 84-252-0658-8)
- Arte en Peligro, Ayuntamiento de Valencia, 1980  (ISBN 84-7366-113-3)
- Arte Contra las Élites, Editorial Debate, 2002  (ISBN 84-8306-996-2)
- L'art contre les élites, Otium, collection VHUTEMAS, 2022  (ISBN 979-10-91837-12-5)

### Photomontages
- Nous sommes fiers d’être Américains, 1936

## Galerie
- Mural dans le cloître de l'Université de Valence, dans le bâtiment historique de La Nau.

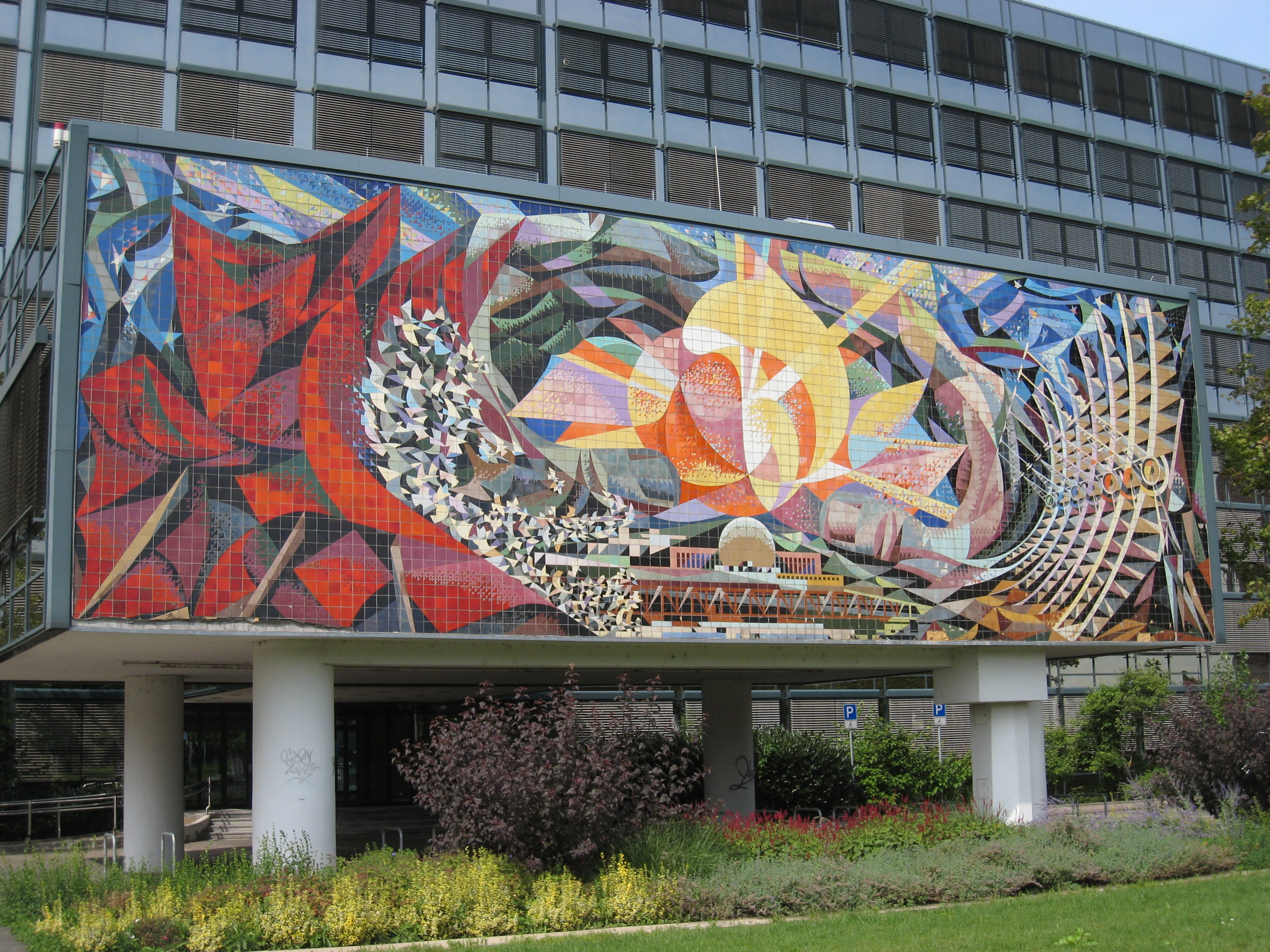
Friedliche Nutzung der Atomenergie, Halle-sur-Saale.
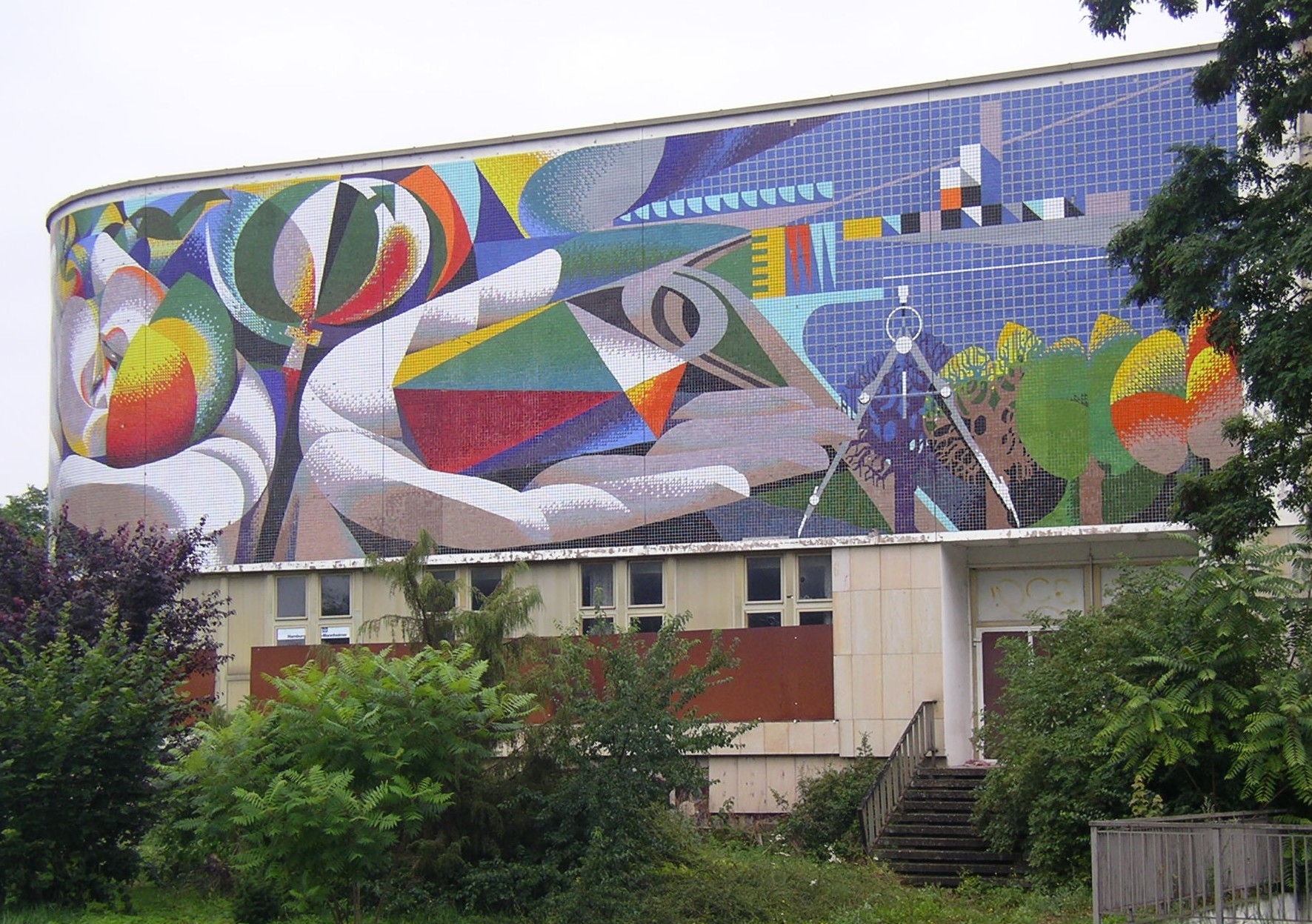
Die Beziehung des Menschen zu Natur und Technik, mosaïque à Erfurt.
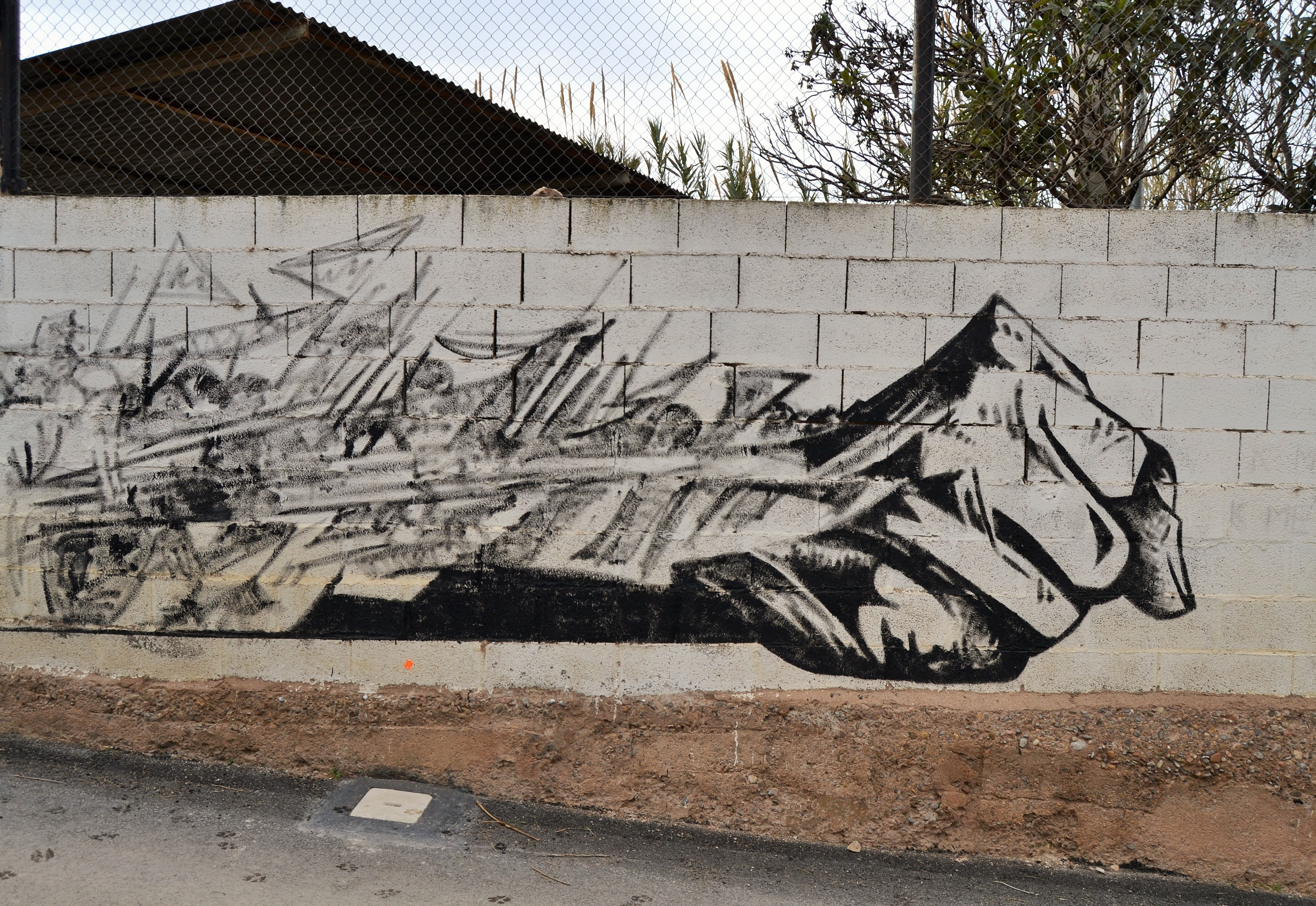
Mural à Soneja, dans la Communauté valencienne.
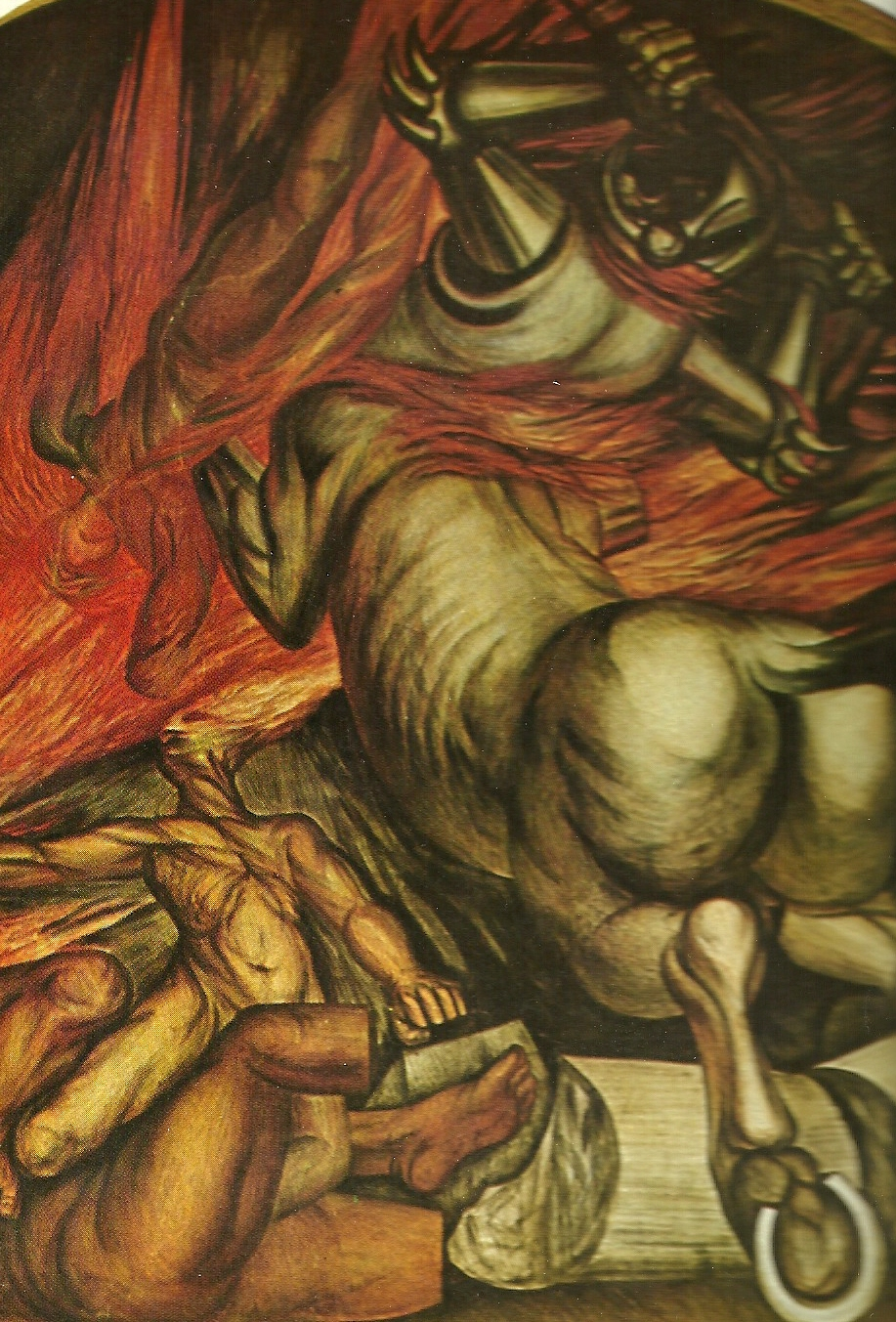
Détail de La Hispanidad au Casino de la Selva de Cuernavaca.